# Linophryden
Linophryden (Linophrynidae) zijn een familie van straalvinnige vissen uit de orde van Vinarmigen (Lophiiformes).

## Geslachten
- Acentrophryne Regan, 1926
- Borophryne Regan, 1925
- Haplophryne Regan, 1912
- Linophryne Collett, 1886
- Photocorynus Regan, 1925